# 黄平 (1901年)
黄平（1901年8月—1981年7月6日），又名黄有恒、黄国佐、黄思明、黄文治，俄文名沃罗夫斯基（Воровский），原籍广东香山县人，生于湖北汉口。中国共产党早期领导人，工人运动领袖，广州起义领导人，被捕后自首。后来任英语教授。

## 生平

### 工人运动领袖
他早年就读于上海沪江大学附属中学。1918年毕业之后，他到北京《英文导报》任翻译。1920年，他在苏俄远东通讯社北京分社任英文翻译。1923年，他经加拉罕推荐赴苏联留学，入莫斯科东方劳动者共产主义大学。在该校，他和陈延年、陈乔年、赵世炎、王若飞、叶挺、聂荣臻、任弼时等接受马克思主义教育，而且在1924年经赵世炎、陈延年介绍加入中国共产党。
1923年10月，赤色职工国际派他到香港创建国际海员俱乐部。1925年至1926年，他历任第一届中共香港特别支部书记、中共广东区委职工运动委员会书记，任内他和邓中夏、苏兆征领导了省港大罢工，并参与创建或扩建广东省工会联合会、香港总工会、广州工人代表大会、粤汉铁路总工会、广九铁路总工会、广三铁路总工会等工会。 1927年，他在中国共产党第五次全国代表大会上当选中央候补委员。

### 广州起义
中国国民党清党后，黄平回到香港，继续发动工人运动。1927年10月，他任中共中央南方局委员（当时南方局委员共6人：张太雷、周恩来、恽代英、黄平、杨殷、彭湃）、南方局军委委员。后来，他还任中共广东省委常委、组织部长。同年12月，他和张太雷等人领导广州起义，并和张太雷、周文雍组成了起义最高领导机构——革命军事委员会。起义后，广州苏维埃政府成立，他任该政府人民内务委员兼人民外交委员，张太雷死后后实际上担负了广州苏维埃政府主席职责。

### 在莫斯科
广州起义失败后，他赴香港善后。1928年2月，他任中共江苏省委常委、中共江苏省委工委委员兼上海总工会党团书记。同年6月，他作为共产国际特约代表，到莫斯科出席了中国共产党第六次全国代表大会，并任大会副秘书长（秘书长为周恩来）。后因被追究广州起义失败之责，他在此次大会上未能当选中央委员。同年8月，他入读莫斯科列宁学院，和张国焘、董必武、李维汉、王若飞等人成为同学。1929年9月，他任远东工人游击队（红河赤卫队）党代表，准备在需要的时候率部开赴中国东北介入中东路事件。1930年4月，他任中华全国总工会驻赤色职工国际代表。同年9月，他在中共六届三中全会上被补选为中央候补委员。同年11月，他接替将要回国的张国焘任中共中央驻共产国际代表。
在莫斯科期间，他受到共产国际重视，曾多次应共产国际邀请汇报中国革命情况。共产国际还批准他加入了东方书记处专门委员会，在该委员会制定党对苏区工作、红军工作和游击运动的指示。

### 回到中国后
1931年8月，黄平奉命归国，于9月初抵达上海。起初他负责中共中央全部交通工作，即负责中央和各地的文件传递以及交通线的建立。他还建立了在上海的中共中央同莫斯科和中央苏区间联系的秘密电台，并在1931年4月至6月顾顺章、向忠发先后被捕叛变后，安排将周恩来通过交通线送至中央苏区。同时，王明也去了莫斯科。周、王等人临走前，决定在上海成立一个临时中央政治局，一开始拟定的名单没有黄平，后来经共产国际过问，黄平的名字被补入，黄平遂成为临时中央政治局委员。
在临时中央政治局，黄平常受博古等人批评，并遭严重警告处分。但他仍然受到共产国际信任。1932年12月14日，他在天津视察工人运动时被逮捕。他被捕后，鲁迅、宋庆龄、蔡元培等人曾经营救他。但他于1933年1月6日写下《自首书》，宣布脱离中国共产党，随后被释放。此后虽然共产国际仍然希望挽救他，但他和宋庆龄见面后，在上海的共产国际远东局将他的情况向共产国际进行了汇报，共产国际才最终放弃了他。后来，他在苏州、上海等地通过所掌握的英文谋生。
中华人民共和国成立后，他向人民政府坦白交待了被捕和叛变经过，并请求处分。1949年8月，他被安排任复旦大学外语系教授。1962年，他受邀到广州，写下了一系列回忆省港大罢工的文章，后来重回复旦大学任教。“文化大革命”开始后，他遭到造反派冲击，后被中央接到北京采取保护性隔离。
1981年7月6日，黄平病逝于上海。

## 延伸阅读
- 广州人物，TRS，于2013-07-02查阅[永久]